# Michael Craze
Michael Craze, né le 29 novembre 1942 en Cornouailles et mort le 8 décembre 1998  est un acteur de télévision anglais.

## Carrière
C'est par hasard lors d'un concours de chant organisé par les scouts, que Michael Craze découvre qu'il a une voix de Soprano. Cela l'amène à jouer dans des comédies musicales notamment dans Le Roi et moi, Plain and Fancy ou Damn Yankees. Quittant l'école, il se met à jouer pour la télévision. Dans les années 1960, il joue dans une série nommée Family Solicitor pour la ITV Granada puis dans Target Luna pour la chaîne ABC.
À l'âge de 20 ans il écrit, tourne et joue dans son premier film, nommé The Golden Head qui gagne un prix au Commonwealth Film Festival de Cardiff. Entre 1966 et 1967, il joue le rôle de Ben Jackson dans la série de science fiction Doctor Who au côté de William Hartnell puis de Patrick Troughton. Il joue aussi des rôles secondaires dans des séries comme Mission To Unknown, Dixon of Dock Green ou Z-Cars. Dans les années 1980, il commence à ne plus jouer qu'occasionnellement.

## Vie personnelle
Michael Craze est marié à Edwina Verner, une assistante de production qu'il a rencontrée sur le plateau de la série Doctor Who lors du tournage de l'épisode The Tenth Planet. Son frère, Peter Craze, était lui aussi acteur.
Dans les années 1980, Michael Craze arrête petit à petit de jouer pour devenir propriétaire d'un pub. Il meurt le 8 décembre 1998 d'une crise cardiaque occasionnée en aidant sa voisine à aller chercher le journal pour elle.